# Lijst van thrashmetalbands
Dit is een overzicht van thrashmetalbands met een artikel op de Nederlandstalige Wikipedia.

## A
- Acid Drinkers
- Acid Reign
- Agent Steel (Speed Thrash)
- Am I Blood
- Annihilator
- Anthrax
- Artillery
- Atrophy

## B
- Blind Guardian (Speed/Power/Thrash vroeg)

## C
- Casbah
- Celtic Frost
- Cyclone

## D
- Dark Angel
- Death Angel
- Deliverance
- Destruction

## E
- Evile
- Exodus

## F
- Flotsam & Jetsam
- Forbidden

## G
- God Forbid (latere werken)

## H
- HammerFall

## I
- Iced Earth

## K
- Kreator

## L
- Lääz Rockit
- Lamb of God (eerdere werken)
- Living Death
- Legion of the Damned

## M
- Machine Head (Post Thrash)
- Mandator
- Megadeth
- Metal Church
- Metallica
- Mekong Delta
- Municipal Waste
- My Own Mess

## N
- Nevermore (Post Thrash)
- Nuclear Assault

## O
- Onslaught
- Overkill

## P
- Pantera (Post Thrash - later werk)

## R
- Rommel

## S
- S.O.D.
- Sacred Reich
- Sepultura
- Shockwave
- Slayer
- Sodom
- Suicidal Tendencies

## T
- Tankard
- Testament
- Tourniquet
- Toxik

## V
- Venom